# Amt Boslar
Das Amt Boslar (mit Linnich) war eines der 25 Ämter des Herzogtums Jülich.

## Umfang
Das Amt Boslar teilte sich ursprünglich in zwei Dingstühle auf: den Dingstuhl Boslar und der Dingstuhl Körrenzig. 1790 wurde der Dingstuhl Körrenzig aufgehoben und dem Dingstuhl Boslar zugeordnet. Die Stadt Linnich gehörte nicht zum Amt, wurde aber in Personalunion mitverwaltet. Der Dingstuhl Boslar umfasste Boslar mit Hompesch, Gevenich, Müntz, Hottorf, Ralshoven, Burg Erzelbach, Haus Kiffelberg und das Dorf Glimbach zur Hälfte. Der Dingstuhl Körrenzig umfasste Körrenzig, Rurich und einen Teil von Baal.
Nach der Volkszählung von 1767 ergeben sich folgende Einwohnerzahlen:
| Ort                               | Größe (ha) | Einwohner   |
| --------------------------------- | ---------- | ----------- |
| Stadt Linnich                     | 911        | 1018        |
| Baal (anteilig)                   | 426        | 196         |
| Boslar, Erzelbach                 | 725        | 562         |
| Gevenich                          | 539        | 512         |
| Glimbach                          | 388        | 321         |
| Hompesch                          | 230        | 145         |
| Hottorf                           | 550        | 364         |
| Körrenzig und Kofferen            | 671        | 358 und 260 |
| Münz                              | 445        | 444         |
| Ralshoven                         | 315        | 112         |
| Rurich, Schloss Rurich, Kippingen | 432        | 177         |

## Geschichte
Das Gebiet des Amtes Boslar gehörte vor 1200 wohl zum Herzogtum Limburg. 1334 erhielt Dietrich Herr zu Montjoie den „Hof van Buesselaer“ samt Zubehör vom Herzog von Brabant und Limburg zu Lehen. Nach mehreren Besitzwechseln verkaufte Robert von Virneburg 1414 seine Pfandrechte am Amt Boslar an Werner von Palant, Landesherr wurde Herzog Reinhard von Jülich. Nach der Einlösung des Pfandes war das Amt ganz in Jülichem Besitz. Die Stadt Linnich kam mit der Herrschaft Randerath 1392 an Jülich.

## Amtmänner
- Friedrich Wilhelm von Hompesch (getauft 9. Januar 1722; † 3. März 1790)
- Johann Ludwig von Hompesch (* 29. September 1759; † 16. Mai 1833)